# Buslijn 23 (Amsterdam)
Buslijn 23 was een stadsbuslijn in Amsterdam die reed van 1958 tot 2006 en werd geëxploiteerd door het Amsterdamse vervoerbedrijf GVB vanuit Garage West. De laatste jaren reed de lijn van Station Zuid via de Hoofddorppleinbuurt en Slotervaart naar Osdorp.

## Geschiedenis

### Lijn 23

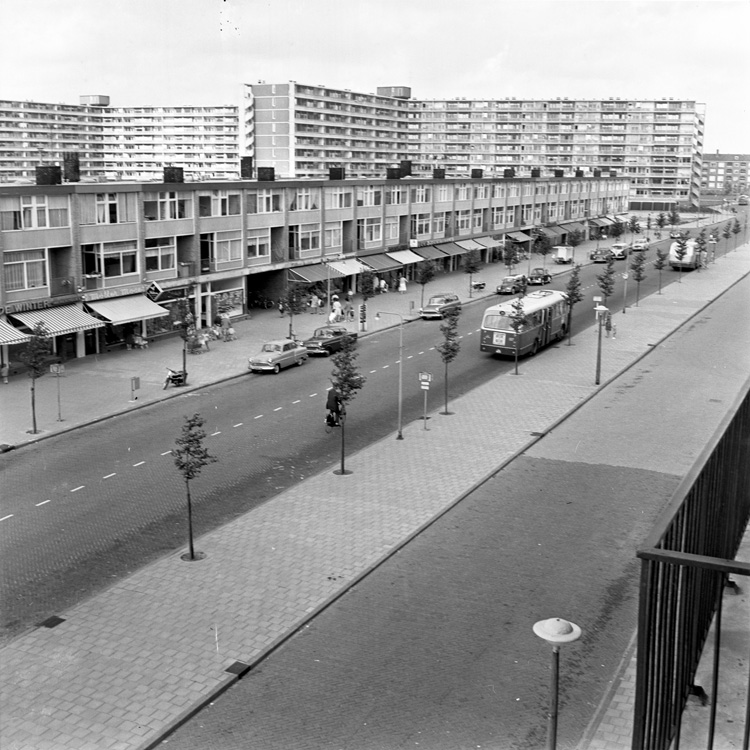
Bus van lijn 23 op Osdorper Ban in 1962

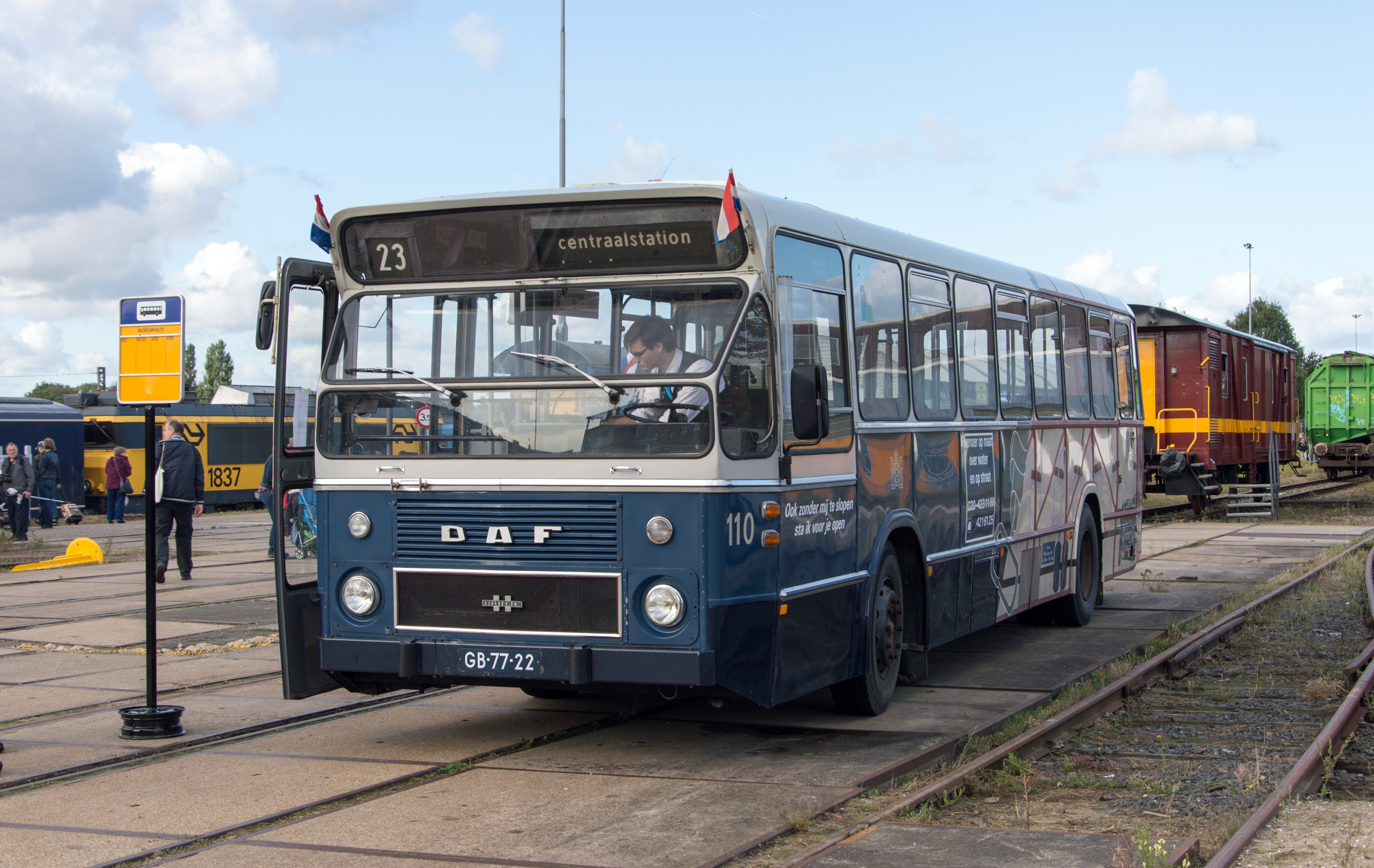
Standaardbus 110 ingefilmd als lijn 23 in 2013

De lijn werd op 19 oktober 1958 ingesteld tussen de Savornin Lohmanstraat in Geuzenveld via de Troelstralaan en Osdorp en Slotervaart naar het Surinameplein. Op 8 maart 1959 werd de lijn doorgetrokken van Geuzenveld via de Burgemeester Roellstraat en de Jan Evertsenstraat naar het Mercatorplein.
Op 10 juli 1960 werd de lijn verlegd en verlengt via de Plesmanlaan en het Hoofddorpplein naar het Stadionplein maar op 17 oktober 1965 weer ingekort tot het Haarlemmermeerstation. Aan de andere kant werd de lijn ingekort tot Osdorp waarbij het gedeelte naar het Mercatorplein werd overgenomen door lijn 19. Met de groei van de bebouwing werd de lijn uiteindelijk doorgetrokken tot het einde van de Osdorper Ban, reed een lus door De Punt en had jarenlang zijn standplaats tegenover begraafplaats Westgaarde. Op 30 september 1973 werd de lijn vanaf het Haarlemmermeerstation verlengd via de Parnassusweg en Vrije Universiteit naar het einde van de Van Boshuizenstraat in Buitenveldert.
Op 6 oktober 1975 werd lijn 23 verlegd van de Heemstedestraat / Plesmanlaan naar de Vlaardingenlaan / Aletta Jacobslaan in verband met de verlenging van tramlijn 2 naar Slotervaart. Per 20 december 1978 ging lijn 23 langs station Zuid rijden. Op 2 december 1990 werd de lijn vanwege de komst van de Amstelveenlijn ingekort tot station Zuid en verviel het traject naar Buitenveldert. Aan de andere kant werd de lijn in verschillende fases vanuit Osdorp verlengd naar de nieuwe wijk De Aker waarbij de lus door De Punt verviel. In september 1994 werd lijn 23 verlegd via de VU in plaats van de Parnassusweg.
In 1999 kreeg de lijn een grote lus in één richting door Osdorp en de hele wijk De Aker waarbij deze lus apart van de gewone lijn 23 werd gereden die zijn standplaats nu bij Ruimzicht kreeg. In 2001 bij de verlenging van tramlijn 1 naar Hekla werd lijn 23 tot dit eindpunt verlegd/ingekort. Op 28 mei 2006 werd lijn 23 opgeheven en was de handige rechtstreekse verbinding van Osdorp de Aker naar station Zuid WTC (nu 'Station Zuid' genaamd)  Zuid en de Hoofddorppleinbuurt en Osdorp verdwenen. De lijn passeerde ook winkelcentrum Osdorpplein. De buslijn maakte tot een paar jaar voor haar laatste rit een lus om het Osdorpplein heen, maar de laatste twee jaar reed de bus volledig over de Meer en Vaart.

### Huidige lijnen 62 en 63
Op 28 mei 2006 werd deze bus 'vervangen' door de buslijnen 62 en 63, met een andere route, maar waarvan een groot stuk overeenkomt met de route van lijn 23. Lijn 62 gaat van het Amstelstation naar Station Lelylaan, en rijdt dezelfde route als bus 23 tussen halte Sierplein en VU Medisch Centrum. In 2008 ruilde lijn 63 met route met lijn 19 en reed voortaan via Nieuw Sloten. In 2012 werd dit weer ongedaan gemaakt en rijdt lijn 63 weer de voormalige route van lijn 23 tussen de Aker en station Lelylaan.